# فریتس بوندرویت
فریتس بوندرویت (آلمانی: Fritz Bondroit; ۲۶ مارس ۱۹۱۲ – ۱۹ سپتامبر ۱۹۷۴) قایقران کانو اهل آلمان بود.